# 멀린: 마법전사와 용의 기사단
《멀린: 마법전사와 용의 기사단》(영어: Merlin and the War of the Dragons)은 2008년 공개된 미국의 판타지 영화이다.

## 출연

### 주연
- 사이먼 로이드 로버츠
- 딜랜 존스
- 주겐 프로크노

### 조연
- 윌리엄 휴
- 이오너 톤거